# Western Visayas
Die Western Visayas sind eine Verwaltungsregion im Zentrum der Philippinen, sie werden als Region VI bezeichnet. Ihr Verwaltungszentrum ist Iloilo City, in der Metropolregion Metro Iloilo.

## Geographie
Die Western Visayas umfassen die kompletten Inseln Panay und Guimaras und den westlichen Teil der Insel Negros. Die Verwaltungsregion umfasst eine Landfläche von 20.794,18 km², zu der viele kleinere Inseln wie Sicogon, Boracay, Pan de Azucar und die Inselgruppe der Gigante-Inseln zählen. Die Region hat nur eine Landgrenze, zur Nachbarregion der Central Visayas auf der Insel Negros. Im Norden wird die Region begrenzt von der Sibuyan-See, im Osten von der Visayas-See und der Guimaras-Straße, im Westen von der Sulusee. Die wichtigste Meeresstraßen in der Verwaltungsregion sind die Guimaras-Straße und der Jintotolo-Kanal.
Bedeutende Flusssysteme sind der Panay und der Jalaur River, diese entspringen in den Central-Panay-Bergen. Der Aklan River formt die Kalibo-Feuchtgebiete, es ist das größte Flussdelta in der Region.

### Inselgruppen in den Western Visayas
- Gigante-Inseln
- Caluya-Inseln

### Inseln in den Western Visayas
- Batbatan Island
- Binuluangan Island
- Boracay
- Calagnaan Island
- Maniguin Island
- Mararison Island
- Pan de Azucar
- Sicogon

## Gliederung
Die Region setzt sich aus folgenden sechs Provinzen zusammen:
- Aklan, Hauptstadt: Kalibo
- Capiz, Hauptstadt: Roxas City
- Antique, Hauptstadt: San Jose de Buenavista
- Iloilo, Hauptstadt: Iloilo City
- Guimaras, Hauptstadt: Jordan
- Negros Occidental Hauptstadt: Bacolod City

In den Western Visayas liegen insgesamt zwei hoch urbanisierte Städte, 14 Component Citys, 117 Gemeinden in kommunaler Selbstverwaltung und 4051 Barangays.

## Geschichte
Die Verwaltungsregion der Western Visayas wurde am 24. September 1972 durch Inkrafttreten des präsidialen Dekretes Nummer 1, s. 1972, durch den damaligen Präsidenten Ferdinand Marcos gegründet, die eine allgemeine Neuorganisation der Verwaltungsstruktur der Philippinen vorsah. Am 29. Mai 2015 wurde aus der Verwaltungsregion die Provinz Negros Occidental herausgelöst, durch die Durchführungsverordnung Nr. 183, des Präsidenten Benigno Aquino III., um die Verwaltungsregion Negros Island Region zu erschaffen. Am 7. August 2017 wurde die Erschaffung der Verwaltungsregion Negros Island durch den neuen Präsidenten Rodrigo Duterte, mit der Durchführungsverordnung Nr. 38, widerrufen und die Provinz Negros Occidental kehrte in die Verwaltungsregion der Western Visayas zurück.

## Bevölkerung
Die Bevölkerung der Western Visayas setzt sich aus einer Vielzahl von kleineren Völkern zusammen, Die Hauptverkehrssprachen sind Cebuano und Englisch, weitere regionale Sprachen sind Hiligaynon, Kinaray-a, Aklanon und Tagalog. Die größte Bevölkerungsdichte wird in Iloilo City und Roxas City erreicht.

## Nationalparks und Naturschutzgebiete
- Bulabog-Putian-Nationalpark
- Northwest Panay Peninsula Natural Park
- Taklong Island National Marine Reserve

## Bedeutende Gebäude
- Die Kirche Santo Tomas de Villanueva gehört mit drei weiteren Kirchen, unter dem Titel Barock-Kirchen auf den Philippinen, zur Welterbeliste der UNESCO.

## Bedeutende Bildungseinrichtungen
- Aklan State University
- West Visayas State University
- Central Philippine University
- University of Antique